# Alloprosopaea efflatouni
Alloprosopaea efflatouni là một loài ruồi trong họ Tachinidae.